# Raimonds Miglinieks
Raimonds Miglinieks, né le 16 juillet 1970, à Riga, en République socialiste soviétique de Lettonie, est un ancien joueur et entraîneur letton de basket-ball. Il évolue durant sa carrière au poste de meneur.

## Palmarès
- Champion de Lettonie 1996
- Champion de Pologne 1998, 1999, 2001
- Meilleur passeur de la Suproligue en 2001